# 伊王野坦
伊王野 坦（いおの たいら/ひろし、文化11年（1814年） - 明治16年（1883年）11月12日）は、幕末から明治時代にかけての蘭学者、政治家、鳥取藩士、藩医師。別名、資明。通称、平六、次郎左衛門。伊王野氏20代当主伊王野資信の末子・資壽の子の資年の末裔。

## 経歴
田中三郎右衛門の子として、伯耆国河村郡石脇村（現・鳥取県東伯郡湯梨浜町石脇）に生まれた。のちに伊王野家の養子となった。
江戸の箕作阮甫ならびに大坂の緒方洪庵に師事した。大坂で結婚し、一時青木浩斎（あおき こうさい）と名乗るが、安政3年（1856年）に郷里に帰り、鳥取藩の周旋方等を務めた。安政4年（1857年）に青木浩斎名義で日本初の内科診察学の訳書フーフェラント著『察病亀鑑』を刊行した。
明治元年（1868年）閏4月28日から明治3年（1870年）11月23日まで久美浜県知事を務め、鳥取県権少参事等を歴任した。旧士族の授産事業に尽力した。明治16年（1883年）70歳で没した。
大正8年（1919年）に従五位を贈られた。墓は郷里の湯梨浜町石脇にある。